# Улица Шенкин
Улица Шейнкина (ивр. רחוב שינקין‎, Рехов Шейнкин) — улица в Тель-Авиве, которая проходит в направлении с востока на запад (соединяет бульвар Ротшильда с рынком Кармель и улицей Нахалат-Биньямин) и находится в нескольких сотнях метров от берега Средиземного моря. В западной части выходит на площадь Маген-Давид, один из самых оживленных перекрестков города.

## История
Улица стала главной улицей района ремесленников, который был создан под руководством Менахема Шейнкина в 1913 году. После смерти Шейнкина в 1925 году улица была названа его именем. В 1930-х годах здесь были замощены дороги и проложены тротуары. Хотя по генеральному плану развития Тель-Авива улица была определена в качестве жилой, здесь стали появляться магазины, мастерские и издательства. В 1935 году муниципалитет официально разрешил открытие здесь магазинов, а также предпринял меры для расширения улицы. В 1937 году на улице было установлено одностороннее движение.
С течением лет улица Шейнкина, где жилье было относительно дешёвым, стала улицей молодых людей свободных профессий, художников и студентов. Постепенно она стала символом молодой культуры Тель-Авива, открытой и свободной. Здесь были открыты несколько галерей и уникальных магазинов, например, магазин музыкальных и видеозаписей «Третье ухо».
В последние годы количество уникальных в своем роде магазинов уменьшилось, и на улице открылись дорогие магазины известных мировых и израильских торговых сетей. Однако улица до сих пор является местом сбора молодежи, особенно по вечерам и в конце недели.
С другой стороны, в районе улицы Шейнкина сосредоточено большое количество религиозных жителей и даже представителей ультраортодоксальных еврейских общин. В частности, в синагоге «Геулат Исраэль» находится тель-авивский центр Хабада.
В 2011—2012 годах улица Шейнкина была капитально отремонтирована и отреставрирована.

## Шейнкинисты

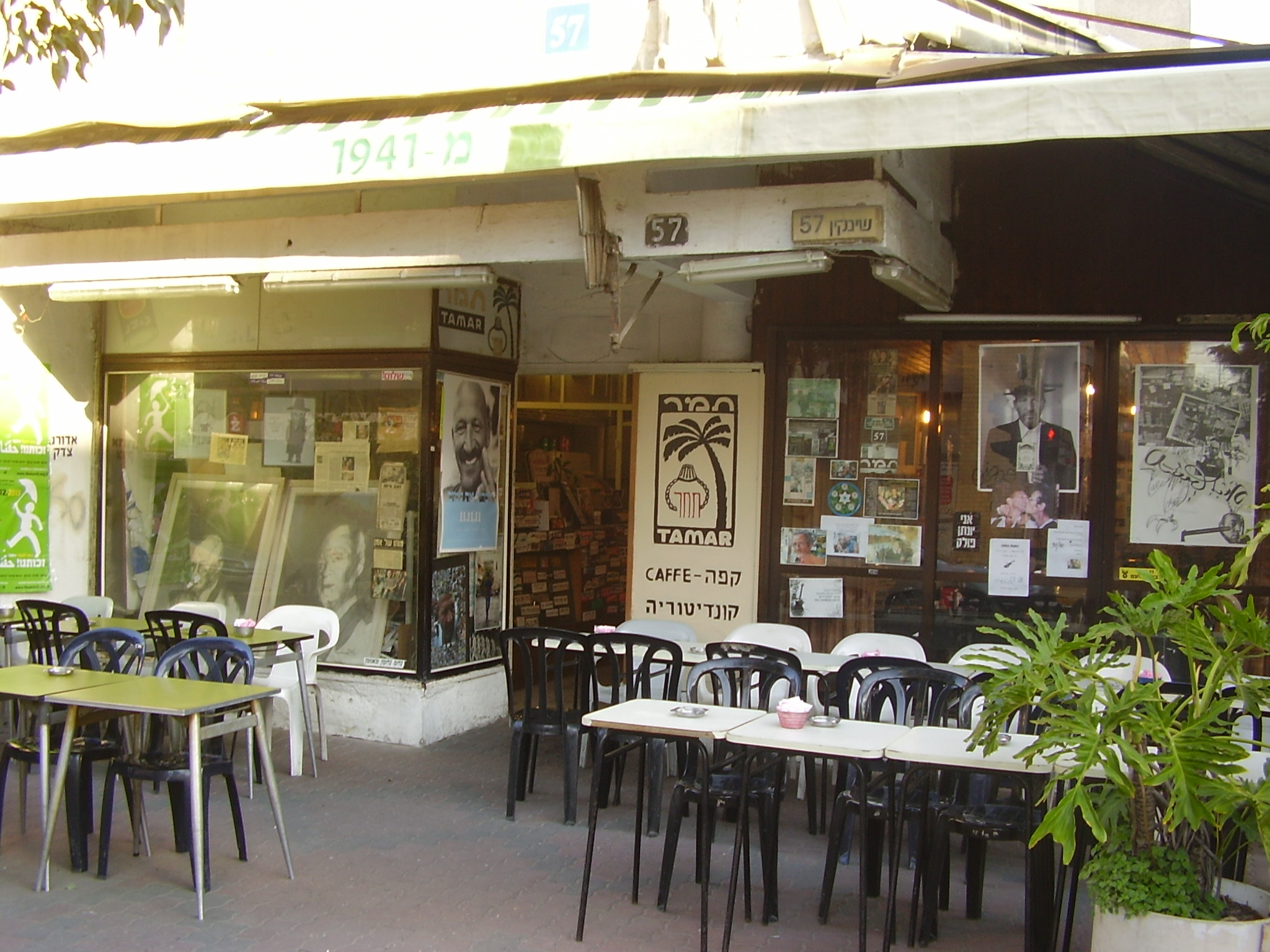
Кафе «Тамар» на улице Шейнкин в Тель-Авиве

В 1970-х — 1980-х годах для описания молодых людей либеральных взглядов возникло понятие «шейнкинист» («шенкенаи»). Это слово имеет различное значение в зависимости от того, в каком контексте и кем оно употребляется. Шейнкинист может быть человек умный, оригинальный, открытый, продвинутый, демократических и пацифистских устремлений. С другой стороны, шейнкинистом могут называть человека безразличного, эгоистичного, высокомерного, ленивого, яркого, но поверхностного, для которого нет мира за стенами его любимого кафе и нет людей, кроме окружения, близкого ему по взглядам.

## Улица Шейнкина в искусстве

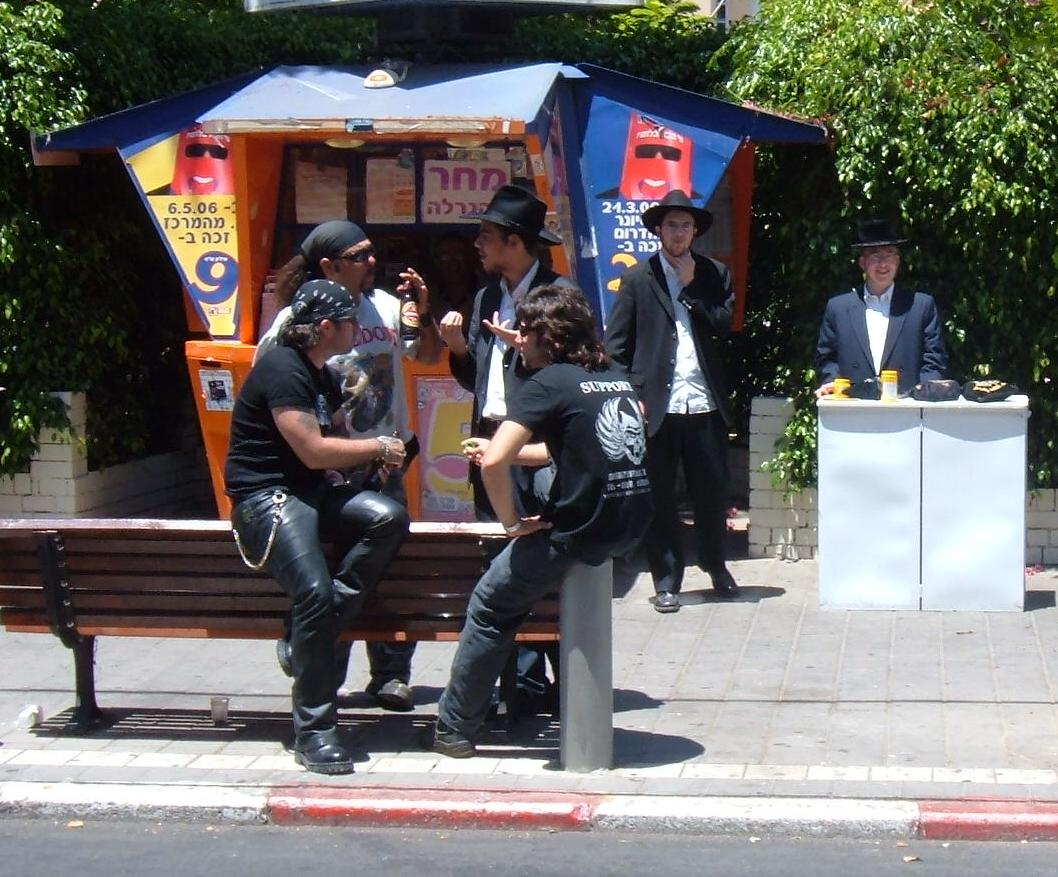
На улице Шейнкина могут встретиться представители всех слоев населения, даже самых противоположных взглядов

Улица Шейнкина часто упоминается в самых разных произведениях израильского искусства. Жизнь «шейнкинистов» представлена в фильме «Пузырь» Эйтана Фокса и Галя Уховски. Сарит Хадад исполняет песню «Лев Захав» («Золотое сердце») (слова и музыка Дани Шушан), героиня которого гордится тем, что она «не сходит с ума как эти, с улицы Шейнкин или с улицы Флорентин». Другой пример — песня «Гара бе-Шейнкин» ансамбля «Манго», написанная в 1989 году. Героиня песни — молодая женщина, которая живёт на улице Шейнкин и даже пьет кофе в кафе «Тамар», одном из старейших кафе на этой улице. Рядом с ней в том же кафе сидят знаменитости, и все они уже в пенсионном возрасте.